# Avtohtona ljudstva Sibirije
Sibirija (severna Azija), vključno z Ruskim Daljnim vzhodom, je geografsko azijski del Rusije. Zaradi ruskega osvajanja Sibirije (17. do 19. stoletja) in kasnejših premikov prebivalstva v času Sovjetske zveze (1917-1991) v demografiji Sibirije danes prevladujejo govorci ruščine, vključno z rusko subetnično skupino Sibirci (Sibirjaki - prebivalci in staroselci Sibirije, pa tudi (pod)etnična ali etnografska skupina Rusov). Vendar pa ostaja počasi naraščajoče število avtohtonih skupin, ki med njimi predstavljajo približno 10 % celotnega sibirskega prebivalstva (približno 4.500.000), od katerih so nekatere tesno genetsko povezane z avtohtonimi ljudstvi Amerike.

## Zgodovina
Na Kamčatki so bili zatrti upori Itelmenov proti ruski oblasti v letih 1706, 1731 in 1741. Med prvim uporom so bili Itelmeni oboroženi le s kamnitim orožjem, v kasnejših vstajah pa so uporabljali smodnik. Ruski kozaki so se soočili z močnejšim odporom Korjakov, ki so se uprli z loki in puškami od leta 1745 do 1756 in so bili v letih 1729, 1730–31 in 1744–47 celo prisiljeni obupati v svojih poskusih, da bi uničili Čukče. Po tem ko so Čukči leta 1729 porazili Ruse, je bil v letih 1730–1731 ruski poveljnik major Dmitrij Pavlutski odgovoren za rusko vojno proti Čukčem ter množične poboje in zasužnjevanje čukčijskih žensk in otrok, vendar je njegova okrutnost samo spodbudila Čukče k boju. Cesarica Elizabeta Ruska je leta 1742 ukazala vojno proti Čukčem in Korjakom, da bi jih popolnoma izgnala iz njihovih domovin in z vojno izbrisala njihovo kulturo. Zapovedala je, da se domorodce »popolnoma iztrebi«, pri čemer je od leta 1744 do 1747 Pavlutski znova vodil v tej vojni, in poveljeval kozakom »s pomočjo Vsemogočnega Boga in na srečo njene cesarske visokosti«, da bi pobili Čukče in zasužnjili njihove ženske in otroke kot plen. Vendar se je ta faza vojne končala brez prepričljivega konca, ko so jih Čukči prisilili, da odnehajo, tako da so ubili Pavlutskega in ga obglavili.
Rusi so v letih 1744 in 1753–54 začeli tudi vojne in izvajali množične poboje proti Korjakom. Potem ko so Rusi poskušali prisiliti domorodce, da se spreobrnejo v krščanstvo, so se različna domorodna ljudstva, kot so Korjaki, Čukči, Itelmeni in Jukagiri združila, da bi v 1740-ih letih izgnali Ruse iz njihove zemlje, kar so dosegli z napadom na utrdbo Nižnekamčatsk leta 1746. Po njeni aneksiji s strani Rusije leta 1697 je okoli 100.000 od 150.000 Itelmenov in Korjakov umrlo zaradi nalezljivih bolezni, kot so črne koze, množični samomori in množični poboji, ki so jih izvajali kozaki v prvih desetletjih ruske vladavine. Genocid ruskih kozakov je opustošil domorodna ljudstva Kamčatke in iztrebil velik del njihovega prebivalstva. Poleg genocida so kozaki uničili tudi divje živali z zakolom ogromnega števila živali zaradi krzna. Devetdeset odstotkov Kamčadalov in polovica Mansijev je bilo ubitih od 18. do 19. stoletja, hiter genocid nad avtohtonim prebivalstvom pa je privedel do popolnega iztrebljanja celotnih etničnih skupin z okoli 12 iztrebljenimi skupinami, kot bi to poimenoval Nikolaj Jadrincev leta 1882. Velik del zakola je povzročila trgovina s sibirskim krznom.
V 17. stoletju so domorodna ljudstva regije Amur napadli in kolonizirali Rusi, ki so postali znani kot »rdeče bradi«. Amurski domačini so ruske kozake poimenovali luocha (羅剎) ali rakšasa, po demonih, ki jih najdemo v budistični mitologiji. Domačini v regiji Amur so se bali napadalcev, saj so neusmiljeno kolonizirali ljudstva regije Amur, ki so bila pritok dinastije Čng med kitajsko-ruskimi obmejnimi spopadi. Sile Čingov in korejski mušketirji, ki so bili v zavezniki Čingov, so leta 1658 premagali kozake, zaradi česar so se Rusi desetletja držali stran od notranjih ozemelj regije Amur.
Regionalistični oblastniki so bili v 19. stoletju med Rusi v Sibiriji, ki so priznavali, da so bili domačini podvrženi nasilju skoraj genocidnih razsežnosti ruske kolonizacije. Trdili so, da bodo s predlagano regionalistično politiko popravili situacijo. Kolonizatorji so uporabljali poboje, alkoholizem in bolezni, da so domačine spravili pod svoj nadzor, nekatere majhne nomadske skupine so v bistvu izginile, veliko dokazov o njihovem izbrisu pa je bilo uničenih, le nekaj artefaktov, ki dokumentirajo njihovo prisotnost, je ostalo v ruskih muzejih in zbirkah.
Rusko kolonizacijo Sibirije in osvajanje njenih avtohtonih ljudstev primerjajo z evropsko kolonizacijo v Združenih državah Amerike in njenih domorodcev, s podobnimi negativnimi učinki na domorodce in prilastitev njihove zemlje. Sibirska izkušnja pa je bila zelo drugačna, saj poselitev ni povzročila dramatične depopulacije domačinov.
Od leta 1918 do 1921 je v Sibiriji med rusko državljansko vojno prišlo do nasilnega revolucionarnega preobrata. Ruski kozaki pod poveljstvom stotnika Grigorija Semionova so se uveljavili kot vojskovodje z zatiranjem avtohtonih ljudstev, ki so se jim upirala. Češkoslovaška legija je sprva prevzela nadzor nad Vladivostokom in do septembra 1918 nadzorovala celotno ozemlje vzdolž transsibirske železnice. Legija je pozneje razglasila nevtralnost in je bila evakuirana preko Vladivostoka.
Danes je Kamčatka večinoma naseljena z rusko večino, čeprav se ta zmanjšuje, s počasi naraščajočim avtohtonim prebivalstvom. Slovanski Rusi prekašajo vse domorodne narode v Sibiriji in njenih mestih, razen v Tuvi in Sahi (kjer so Tuvanci in Jakuti večinski etnični skupini), pri čemer slovanski Rusi predstavljajo večino v Burjatiji in Republiki Altaj. Burjati predstavljajo približno 30 % svoje republike, Altajci okoli 33 % Altajcev, Čukči, Evenki, Hanti, Mansi in Neneti pa so številčno večji od tujerodcev za skoraj 90 % prebivalstva. Carji in Sovjeti so sprejeli politiko, da so domorodce prisilili, da spremenijo svoj način življenja, hkrati pa so etnične Ruse nagradili s čredami severnih jelenov in divjadi, ki so jih zaplenili. Črede severnih jelenov so bile slabo vodene do točke izumrtja.

## Pregled
Razvrstitev raznolike populacije po jeziku vključuje govorce naslednjih jezikovnih družin (število govorcev odraža ruski popis iz leta 2002):
- Uralski jeziki
  - samojedščina (približno 22.000 govorcev)
  - ugarski jeziki (približno 10.000 govorcev)
- jukaghirski jezik (skoraj izumrl)
- turški jeziki [18][19]
  - jakutski (456.288 govorcev)
  - dolganski (prebivalstvo: 7261; govorci: 4865)
  - tuvanščina (prebivalstvo: 243.442; govorci: 242.754)
  - tofalariški (prebivalstvo: 837; govorci: 378)
  - haksški (prebivalstvo: 75.622; govorci: 52.217)
  - šorski (prebivalstvo: 13.975; govorci: 6210)
  - sibirska tatarščina (prebivalci: 6779)
  - Čulimski (prebivalstvo: 656; govorci: 270)
  - altaj (približno 70.000 govorcev)
- mongolščina (približno 400.000 govorcev)
- tunguška (približno 80.000 govorcev)
- čukotko-kamčatsko (približno 25.000 govorcev)
- nivhiško (približno 200 govorcev)
- eskimsko-aleutsko (približno 2000 govorcev)
- Ainu (skoraj izumrli, govorci ostajajo na Hokaidu in na polotoku Kamčatka)

Poenostavljeno lahko domorodna ljudstva Sibirije, navedena zgoraj, razdelimo v štiri skupine,
- Altajsko
- Uralsko
- jenisejsko
  - ketsko (približno 1600 ljudi, 20 do 485 govorcev)
  - jugsko (skoraj izumrlo, 19 govorcev)
- paleosibirsko ("drugi")

Ni dokazano, da je altajska jezikovna družina, filogenetska enota. Lahko je Sprachbund. Paleosibirsko je preprosto geografski izraz priročnosti. Tukaj sta ta dva izraza navedena samo zato, da služita kot portalu podobni izhodišči – brez namigovanja na genetske premisleke.

## Mongolska ljudstva
Burjatov v Rusiji po popisu iz leta 2010 je 461.389, zaradi česar so druga največja etnična manjšina v Sibiriji. Večinoma so skoncentrirani v svoji domovini, Burjatski republiki, zvezni subjekt Rusije. So najsevernejša večja skupina Mongolov.
Burjati si s svojimi mongolskimi bratranci delijo številne običaje, vključno z nomadsko čredo in postavljanjem koč za zavetje. Danes večina Burjatov živi v Ulan Udeju, glavnem mestu republike in njegovi okolici, čeprav mnogi živijo bolj tradicionalno na podeželju. Njihov jezik se imenuje burjatski.
V Zabajkalskem kraju v Rusiji, v Mongoliji in na Kitajskem, obstajajo tudi Hamnigani – mongolska etno-jezikovna (pod)skupina kot mongolizirani Evenki.

## Turška ljudstva
Sibirski Turki vključujejo naslednje etnične skupine:
- Altajci
  - Čelkani
  - Telengiti
  - Tubalarji
- Čulimi
- Dolgani
- Hakani
- Kumandini
- Šorci
- Sibirski Tatari
  - Barabski Tatari
- Sojoti
- Teleuti
- Tofalarji
- Tuvanci
  - Todžu Tuvanci
- Jakuti

## Tunguška ljudstva
Evenki živijo v Evenškem avtonomnem okrožju Rusije.
Udegejci, Ulči, Eveni in Nanajci (znani tudi kot Hedženi) so tudi avtohtono ljudstvo Sibirije in znano je, da si delijo genetsko afiniteto do avtohtonih ljudstev Amerike.

## Uralska ljudstva

### Ugri
Kanti (zastarelo Ostjaki) in Mansi (zastarelo Voguli) živijo v Kantijsko-Mansijskem avtonomnem okrožju, regiji, zgodovinsko znani kot Jugra v Rusiji. Do leta 2013 so naftna in plinska podjetja že opustošila velik del ozemlja plemen Kantijev. Leta 2014 je regionalni parlament še naprej slabil zakonodajo, ki je prej ščitila skupnosti Kantijev in Mansijev. Preden so lahko naftna in plinska podjetja vstopila v njihovo deželo, je bilo potrebno dovoljenje plemen.

### Samojedi
Samoedska ljudstva so:
- Severna samojedska ljudstva
  - Neneti
  - Eneti
  - Nganasan
- južna samojedska ljudstva
  - Selkup
  - Kamasins ali Kamas
  - Mator ali Motor (zdaj izumrla kot posebna etnična skupina)
  - Kamasinci (zdaj izumrla kot posebna etnična skupina)

## Eskimsko–aleutske skupine
Sibirski Juiti živijo ob obali Čukotskega polotoka.

## Ainu jeziki
Jeziki Ainu se govorijo na Sahalinu, Hokaidu, Kurilskih otokih in na polotoku Kamčatka, pa tudi v regiji Amur. Danes je Ainu skoraj izumrl, zadnji domači govorci pa so ostali na Hokaidu in Kamčatki.

## "Paleosibirske" skupine
Štiri majhne jezikovne družine in izolati, za katere ni znano, da imajo med seboj kakršno koli jezikovno razmerje, sestavljajo paleosibirske jezike:

### Čukotsko-kamčatsko
1. Družina čukotsko-kamčatsko, včasih znana kot Luoravetlan, vključuje Čukče in njihove ožje sorodnike, Korjake, Alutorje in Kereke. Itelmen, znan tudi kot Kamčadal, je tudi v daljnem sorodstvu. Čukči, Korjak in Alutor govorijo v najbolj vzhodni Sibiriji skupnosti, ki štejejo od desetine (alutor) do tisoče (Čukči). Kerek je zdaj izumrl, itelmensko pa zdaj govori manj kot 10 ljudi, večinoma starejših, na zahodni obali polotoka Kamčatka.

### Jukagirsko
2. Jukagirsko se govori v dveh medsebojno nerazumljivih različicah v spodnji dolini rek Kolima in Indigirka. Drugi jeziki, vključno s Čuvantsijem, ki se govorijo dlje v notranjosti in bolj vzhodno, so zdaj izumrli. Nekateri menijo, da je Jukagirščina sorodna uralskim jezikom.

### Jenisejsko
3. Ket je zadnji preživeli iz družine Jenisejščine ob sredini reke Jenisej in njenih pritokih. Nedavno so trdili, da je povezana z jeziki Na-Dene v Severni Ameriki, čeprav je ta hipoteza naletela na mešane kritike med zgodovinskimi jezikoslovci. V preteklosti so ga poskušali povezati s kitajsko-tibetanskim, severnokavkaškim in burušaškim.

### Nivhiško
4. Nivhiško se govori v porečju spodnjega Amurja in na severni polovici otoka Sahalin. Ima novo sodobno literaturo in Nivhi so v zadnjem stoletju doživeli burno zgodovino.

## Skupina Jukagir
Jukagirščina se govori v dveh medsebojno nerazumljivih različicah v spodnji dolini Kolima in Indigirka. Drugi jeziki, vključno s Čuvancijem, ki se govorijo dlje v notranjosti in bolj vzhodno, so zdaj izumrli. Nekateri menijo, da je jukagirščina sorodna uralskim jezikom v družini uralik–jukagir.
Jukagiri (samoimenovanje одул odul, деткиль detkil) so ljudje v Vzhodni Sibiriji, ki živijo v porečju reke Kolima. Jukagiri iz tundre živijo v regiji Spodnja Kolima v Republiki Saha; tisti iz tajge v regiji Zgornja Kolima v Republiki Saha in v okrožju Srednekanski v Magadanski regiji. V času ruske kolonizacije v 17. stoletju so plemenske skupine Jukagirov (Čuvani, Hodini, Anauli itd.) zasedle ozemlja od reke Lene do ustja reke Anadir. Število Jukagirjev se je med 17. in 19. stoletjem zmanjšalo zaradi epidemij, medsebojnih vojn in carske kolonialne politike. Nekateri Jukagiri so se asimilirali z Jakuti, Eveni in Rusi. Trenutno živijo v Republiki Saha in v avtonomnem okrožju Čukotka Ruske federacije. Po popisu iz leta 2002 je bilo njihovo število 1509 ljudi, medtem ko jih je bilo v popisu leta 1989 zabeleženih 1112.

## Odnos do avtohtonih ljudstev Amerike
Paleo-Indijanci iz današnje Sibirije naj bi prešli v Ameriko preko kopenskega mostu Beringije pred 40.000 in 13.000 leti.
Analiza genetskih označevalcev je bila uporabljena tudi za povezavo dveh skupin avtohtonih ljudstev. Študije so se osredotočile na opazovanje markerjev na kromosomu Y, ki ga sinovi vedno podedujejo od očetov. Haploskupina Q je edinstvena mutacija, ki si jo deli večina avtohtonih ljudstev Amerike. Študije so pokazale, da ima mutacijo 93,8 % Sibirskih Ketov in 66,4 % Sibirskih Selkupov. Analiza glavne komponente kaže na tesno genetsko sorodnost med nekaterimi severnoameriškimi Indijanci (Chipewyan [Ojibwe] in Cheyenne) in nekaterimi populacijami osrednje/južne Sibirije (zlasti Keti, Jakuti, Selkupi in Altajci) pri ločljivosti glavne haploskupine Y-kromosomov. Ta vzorec se ujema s porazdelitvijo mtDNA haploskupine X, ki jo najdemo v Severni Ameriki, ni v vzhodni Sibiriji, vendar je prisotna pri Altajcih v južni osrednji Sibiriji.

## Kultura in oblačila
Običaji in verovanja se med različnimi plemeni zelo razlikujejo.
Čukči so nosili laminarni oklep iz ojačenega usnja, ojačenega z lesom in kostmi.
Kuth (tudi Kutha, Kootha, Kutq Kutča in druge različice, rusko Кутх) je krokarski duh, ki ga tradicionalno častijo Čukči in druge sibirske plemenske skupine. Pravijo, da je zelo močan.
Toko'yoto ali rakovica je bil čukotski bog morja.
Nu'tenut je glavni bog Čukčev.
Čukči spoštujejo severne jelene tudi v smrtnem in svetem življenju. Imajo več ritualov, ki jih vključujejo.
Vrhovno božanstvo Jukagirjev se imenuje Pon, kar pomeni Nekaj. Opisujejo ga kot zelo močnega.